# Chelsea Hammond
Chelsea Hammond, född den 2 augusti 1983, är en jamaicansk friidrottare som tävlar i längdhopp.
Hammonds genombrott kom när hon deltog vid Olympiska sommarspelen 2008. I finalen noterade hon ett nytt personligt rekord med ett hopp på 6,79. Detta räckte till en överraskande fjärde plats.

## Personliga rekord
- Längdhopp - 6,79